# El Hato (paroisse civile)
Pour les articles homonymes, voir El Hato et Hato.
El Hato est l'une des neuf paroisses civiles de la municipalité de Falcón dans l'État de Falcón au Venezuela. Sa capitale est El Hato.

## Géographie
Outre sa capitale El Hato, la paroisse civile comporte les localités de Buchal et les hameaux d'El Paují, La Idea, Santa Cruz et la pointe nord de la localité de Charaima dont le centre est situé dans la paroisse civile voisine de Baraived.